# Bouzareah
Bouzareah là một đô thị thuộc tỉnh Alger, Algérie. Dân số thời điểm năm 2002 là 69.153 người.